# Olešnice (district de Semily)
Pour les articles homonymes, voir Olešnice.
Olešnice  (en allemand : Woleschnitz) est une commune du district de Semily, dans la région de Liberec, en République tchèque. Sa population s'élevait à 208 habitants en 2021.

## Géographie
Olešnice se trouve à 17 km à l'ouest-sud-ouest de Semily, à 26 km au sud de Liberec et à 72 km au nord-est de Prague.
La commune est limitée par Modřišice au nord, par Turnov, Kacanovy et Vyskeř à l'est, par Žďár au sud, et par Všeň à l'ouest.

## Histoire
La première mention écrite de la localité date de 1318.

## Administration
La commune se compose de deux sections :
- Olešnice ;
- Pohoří.

## Galerie

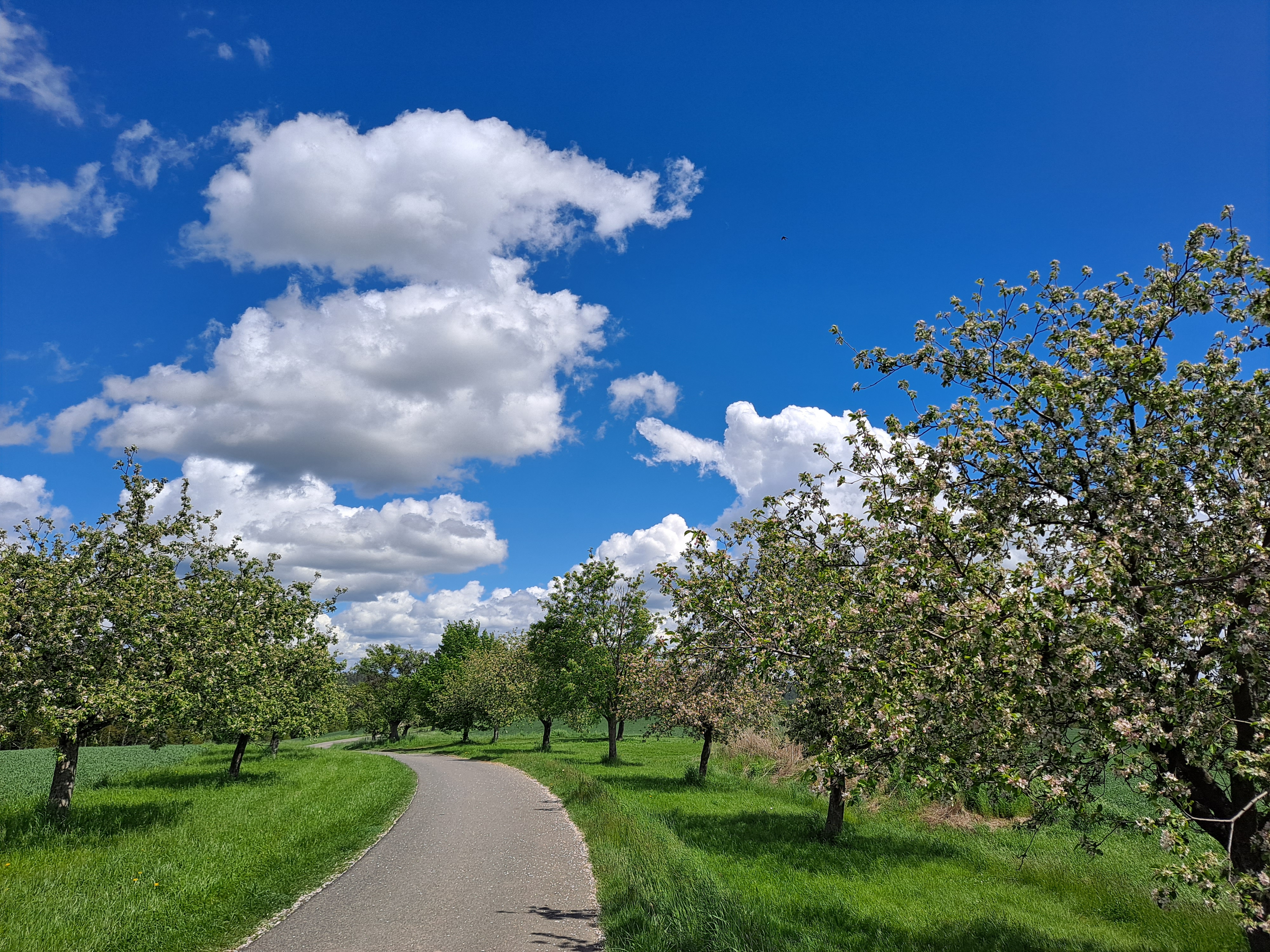
Pohoři.
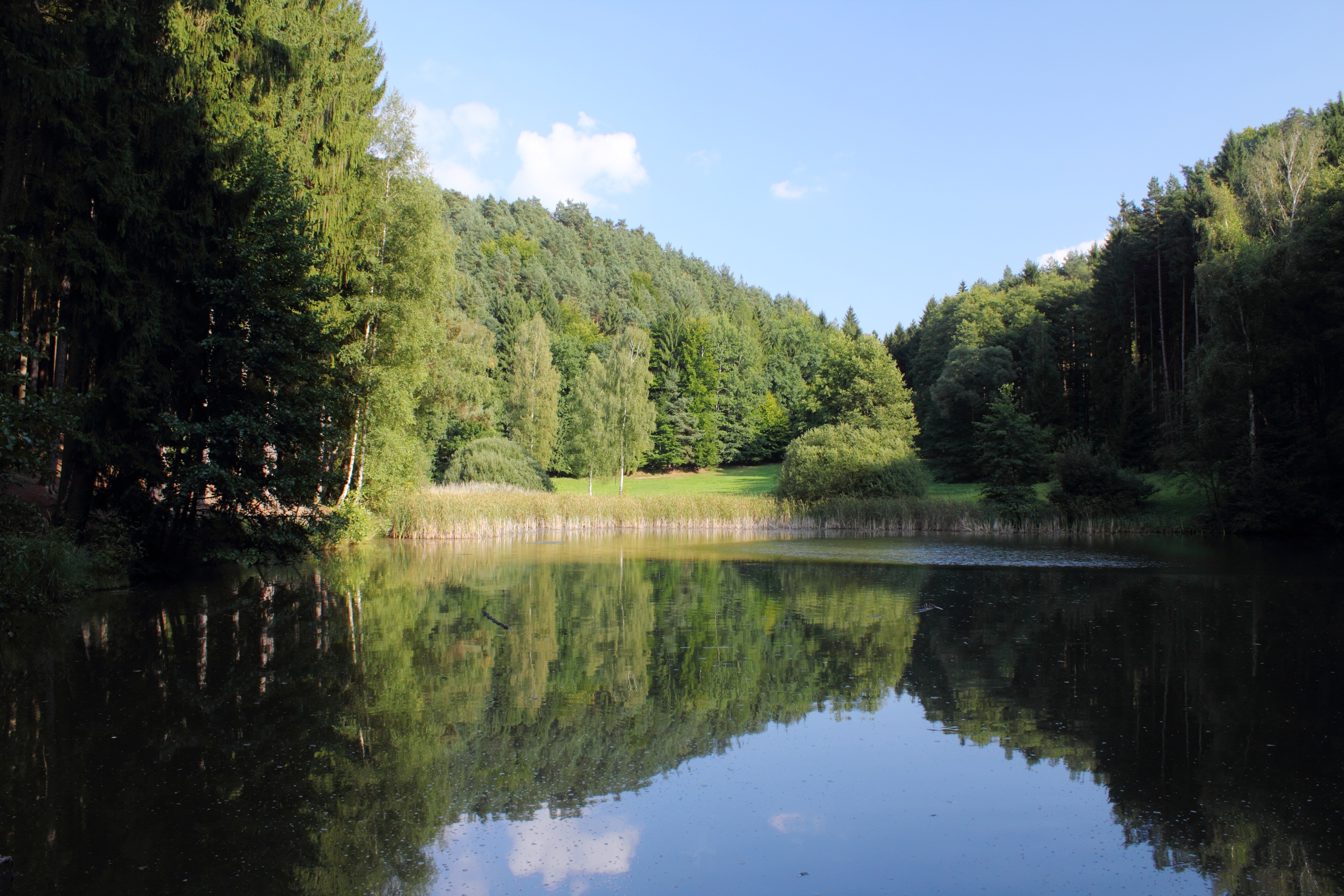
Vústra : zone protégée.

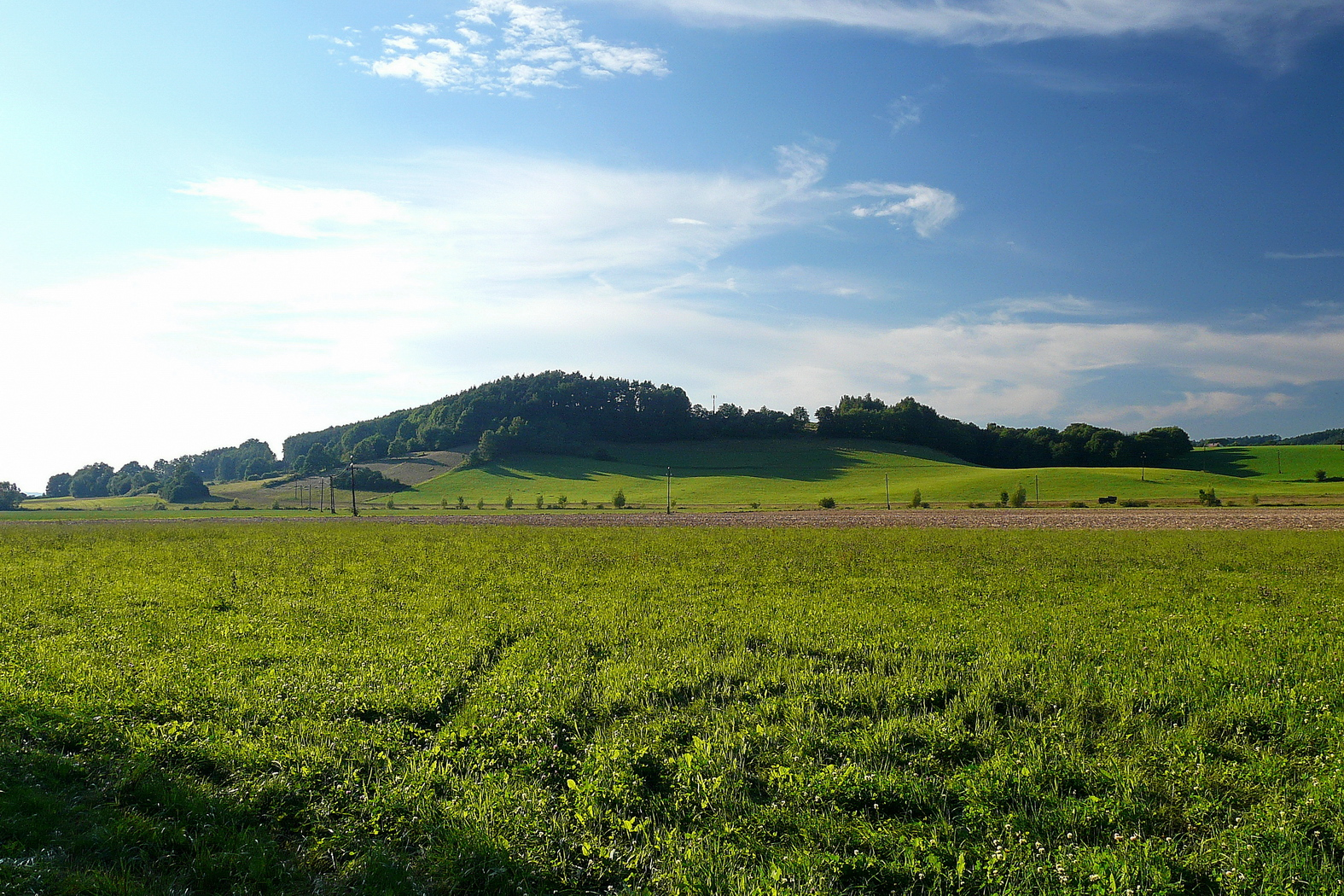
Vrch Doubrava (306 m).
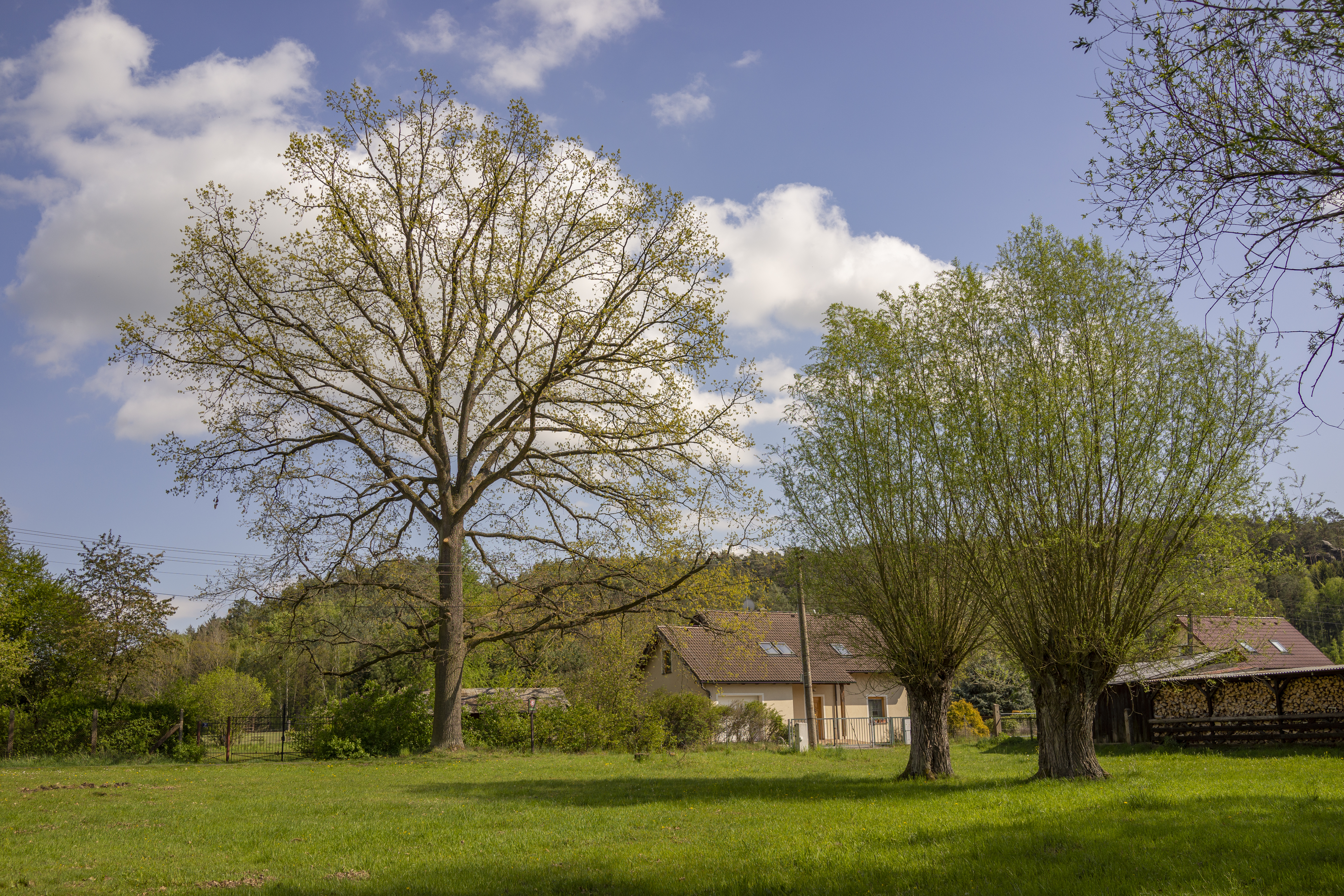
Chêne remarquable à Mlýnice.

## Transports
Par la route, Olešnice se trouve à 7 km de Turnov, à 25 km de Semily, à 33 km de Liberec et à 88 km de Prague.